# Gran Premio de Checoslovaquia de Motociclismo de 1988
El Gran Premio de Checoslovaquia de Motociclismo de 1988 fue la decimocuarta y penúltima prueba de la temporada 1988 del Campeonato Mundial de Motociclismo. El Gran Premio se disputó el 28 de agosto de 1988 en el Circuito de Brno.

## Resultados 500cc
Con el segundo puesto, detrás de su rival Wayne Gardner fue suficiente para que el estadounidense Eddie Lawson pudiera celebrar su tercer título Mundial, con 20 puntos de ventaja y un mayor número de victorias. El tercer puesto de la carrera y de la clasificación mundial será para el estadounidense Wayne Rainey.
| Pos.     | Piloto                | Equipo                                   | Moto      | Tiempo    | Pts. |
| -------- | --------------------- | ---------------------------------------- | --------- | --------- | ---- |
| 1        | Wayne Gardner         | Rothmans Honda Team                      | Honda     | 49:11.060 | 20   |
| 2        | Eddie Lawson          | Marlboro Yamaha Team Agostini            | Yamaha    | +1.910    | 17   |
| 3        | Wayne Rainey          | Team Lucky Strike Roberts                | Yamaha    | +2.480    | 15   |
| 4        | Pierfrancesco Chili   | HB Honda Gallina Team                    | Honda     | +15.680   | 13   |
| 5        | Tadahiko Taira        | Tech 21                                  | Yamaha    | +19.910   | 11   |
| 6        | Niall Mackenzie       | Team HRC                                 | Honda     | +29.440   | 10   |
| 7        | Ron Haslam            | Team ROC Elf Honda                       | Elf Honda | +57.440   | 9    |
| 8        | Rob McElnea           | Suzuki Pepsi Cola                        | Suzuki    | +58.240   | 8    |
| 9        | Patrick Igoa          | Sonauto Gauloises Blondes Yamaha Mobil 1 | Yamaha    | +59.360   | 7    |
| 10       | Fabio Barchitta       | Racing Team Katayama                     | Honda     | +1:45.960 | 6    |
| 11       | Marco Gentile         | Fior Marlboro                            | Fior      | +1:45.960 | 5    |
| 12       | Marco Papa            | Team Greco                               | Honda     | +2:00.440 | 4    |
| 13       | Alessandro Valesi     | Team Iberia                              | Honda     | +2:00.640 | 3    |
| 14       | Peter Linden          | Team Honda Sweden                        | Honda     | +1 Vuelta | 2    |
| 15       | Bruno Kneubühler      | Romer Racing Suisse                      | Honda     | +1 Vuelta | 1    |
| 16       | Fabio Biliotti        | Team Amoranto                            | Honda     | +1 Vuelta |      |
| 17       | Wolfgang von Muralt   |                                          | Suzuki    | +1 Vuelta |      |
| 18       | Silvo Habat           | Fego Racing Team                         | Honda     | +1 Vuelta |      |
| 19       | Manfred Fischer       | Team Hein Gericke                        | Honda     | +1 Vuelta |      |
| 20       | Rachel Nicotte        | PVI Racing                               | Honda     | +1 Vuelta |      |
| 21       | Karl Truchsess        |                                          | Honda     | +1 Vuelta |      |
| 22       | Nicholas Schmassman   | FMS                                      | Honda     | +1 Vuelta |      |
| 23       | Claus Wulff           |                                          | Honda     | +1 Vuelta |      |
| 24       | Pavel Dekanek         | Wernberger Konservenfabrik               | Honda     | +1 Vuelta |      |
| Ret      | Josef Doppler         | MRC Grieskirchen                         | Honda     | Ret       |      |
| Ret      | Christian Sarron      | Sonauto Gauloises Blondes Yamaha Mobil 1 | Yamaha    | Ret       |      |
| Ret      | Eddie Laycock         | Millar Racing                            | Honda     | Ret       |      |
| Ret      | Daniel Amatriain      | Ducados Lotus Guarz                      | Honda     | Ret       |      |
| Ret      | Roger Burnett         | Racing Team Katayama                     | Honda     | Ret       |      |
| Ret      | Randy Mamola          | Cagiva Corse                             | Cagiva    | Ret       |      |
| Ret      | Didier de Radiguès    | Marlboro Yamaha Team Agostini            | Yamaha    | Ret       |      |
| Ret      | Raymond Roche         | Cagiva Corse                             | Cagiva    | Ret       |      |
| Ret      | Kevin Magee           | Team Lucky Strike Roberts                | Yamaha    | Ret       |      |
| Ret      | Simon Buckmaster      |                                          | Honda     | Ret       |      |
| Ret      | Kevin Schwantz        | Suzuki Pepsi Cola                        | Suzuki    | Ret       |      |
| DNS      | Andreas Leuthe        |                                          | Suzuki    | DNS       |      |
| DNS      | Rudolf Zeller         | MRC Kremsmunster                         | Manhattan | DNS       |      |
| DNQ      | Larry Moreno Vacondio |                                          | Suzuki    | DNQ       |      |
| DNQ      | Imrich Majoros        |                                          | Suzuki    | DNQ       |      |
| DNQ      | Ian Pratt             |                                          | Suzuki    | DNQ       |      |
| DNQ      | Franz Schopf          |                                          | Suzuki    | DNQ       |      |
| DNQ      | Marian Troliga        |                                          | Suzuki    | DNQ       |      |
| DNQ      | Michael Wild          |                                          | Suzuki    | DNQ       |      |
| DNQ      | Harry Heutmekers      |                                          | Suzuki    | DNQ       |      |
| DNQ      | Petr Hlavatka         |                                          | Suzuki    | DNQ       |      |
| Sources: |                       |                                          |           |           |      |

## Resultados 250cc
Continua en el aire el título mundial de 250cc. El español Juan Garriga gana el Gran Premio y se acerca a su compatriota Sito Pons, que consiguió el segundo puesto. La distancia de los dos en la general es de 6 puntos a favor del de Honda. El tercer puesto de la carrera fue para Luca Cadalora.
| Pos. | Piloto               | Moto    | Tiempo   | Pts. |
| ---- | -------------------- | ------- | -------- | ---- |
| 1    | Juan Garriga         | Yamaha  | 43.54.72 | 20   |
| 2    | Sito Pons            | Honda   | 43.58.41 | 17   |
| 3    | Luca Cadalora        | Yamaha  | 44.05.20 | 15   |
| 4    | Loris Reggiani       | Aprilia | 44.05.81 | 13   |
| 5    | Carlos Cardús        | Honda   | 44.06.12 | 11   |
| 6    | Reinhold Roth        | Honda   | 44.06.43 | 10   |
| 7    | Jacques Cornu        | Honda   | 44.10.03 | 9    |
| 8    | Dominique Sarron     | Honda   | 44.24.81 | 8    |
| 9    | Carlos Lavado        | Yamaha  | 44.24.91 | 7    |
| 10   | Jochen Schmid        | Honda   | 44.25.77 | 6    |
| 11   | Jean-Philippe Ruggia | Yamaha  | 44.30.15 | 5    |
| 12   | Helmut Bradl         | Honda   | 44.32.75 | 4    |
| 13   | Masahiro Shimizu     | Honda   | 44.39.97 | 3    |
| 14   | Bruno Casanova       | Aprilia | 44.47.07 | 2    |
| 15   | Harald Eckl          | Aprilia | 44.47.39 | 1    |
| 16   | Stefano Caracchi     | Honda   | 44.47.50 |      |
| 17   | Ivan Palazzese       | Yamaha  | 44.47.75 |      |
| 18   | Martin Wimmer        | Yamaha  | 44.48.14 |      |
| 19   | Javier Cardelús      | Aprilia | 45.04.30 |      |
| 20   | Garry Cowan          | Yamaha  | 45.15.62 |      |
| 21   | Jean-François Baldé  | Rotax   | 45.16.43 |      |
| 22   | Urs Lüzi             | Honda   | 45.17.15 |      |
| 23   | Jean-Francois Foray  | Yamaha  | 45.17.50 |      |
| 24   | Manfred Herweh       | Yamaha  | 45.18.03 |      |
| 25   | René Delaby          | Yamaha  | 45.19.63 |      |
| 26   | Paolo Casoli         | Garelli | 45.20.17 |      |
| 27   | Jean-Michel Mattioli | Yamaha  | 45.22.07 |      |
| 28   | Maurizio Vitali      | Rotax   | 45.31.40 |      |
| 29   | Massimo Matteoni     | Yamaha  | 45.39.09 |      |
| 30   | Hans Becker          | Yamaha  | 45.43.17 |      |
| 31   | Andreas Preining     | Aprilia | 45.43.30 |      |
| 32   | Kevin Mitchell       | Yamaha  | 46.02.02 |      |
| Ret  | August Auinger       | Aprilia | Ret      |      |
| Ret  | Urs Jücker           | Yamaha  | Ret      |      |
| Ret  | Hans Lindner         | Honda   | Ret      |      |
| Ret  | Donnie McLeod        | Rotax   | Ret      |      |
| DNQ  | Alberto Puig         | Honda   | DNQ      |      |
| DNQ  | Alain Bronec         | Honda   | DNQ      |      |
| DNQ  | Piero Pedone         | Aprilia | DNQ      |      |
| DNQ  | Guy Bertin           | Yamaha  | DNQ      |      |
| DNQ  | Thomas Bacher        | Rotax   | DNQ      |      |
| DNQ  | Siegfried Minich     | Yamaha  | DNQ      |      |
| DNQ  | Bernard Haenggeli    | Honda   | DNQ      |      |
| DNQ  | Bruno Bonhuil        | Honda   | DNQ      |      |
| DNQ  | Roland Busch         | Yamaha  | DNQ      |      |
| DNQ  | Thierry Rapicault    | Fior    | DNQ      |      |
| DNQ  | Dario Marchetti      | Rotax   | DNQ      |      |
| DNQ  | Andrea Brasini       | MBAMBA  | DNQ      |      |
| DNQ  | Jan Bartunek         | Jawa    | DNQ      |      |

## Resultados 125cc
El ya matemáticamente campeón de la categoría, el español Jorge Martínez Aspar, se impone en la última prueba de la temporada. El podio fue completado por el español Julián Miralles y el holandés Hans Spaan.
| Pos. | Piloto               | Moto      | Tiempo   | Pts. |
| ---- | -------------------- | --------- | -------- | ---- |
| 1    | Jorge Martínez Aspar | Derbi     | 39.50.94 | 20   |
| 2    | Julián Miralles      | Honda     | 39.51.12 | 17   |
| 3    | Hans Spaan           | Honda     | 39.51.29 | 15   |
| 4    | Corrado Catalano     | Aprilia   | 39.56.52 | 13   |
| 5    | Ezio Gianola         | Honda     | 39.57.07 | 11   |
| 6    | Robin Milton         | Honda     | 40.05.76 | 10   |
| 7    | Stefan Prein         | Honda     | 40.07.14 | 9    |
| 8    | Alex Bedford         | Honda     | 40.14.33 | 8    |
| 9    | Lucio Pietroniro     | Honda     | 40.15.00 | 7    |
| 10   | Allan Scott          | Honda     | 40.15.15 | 6    |
| 11   | Gastone Grassetti    | Honda     | 40.15.28 | 5    |
| 12   | Ian McConnachie      | Cagiva    | 40.15.43 | 4    |
| 13   | Adi Stadler          | Honda     | 40.15.73 | 3    |
| 14   | Heinz Lüthi          | Honda     | 40.15.97 | 2    |
| 15   | Jussi Hautaniemi     | Honda     | 40.16.22 | 1    |
| 16   | Alfred Waibel        | Waibel    | 40.35.75 |      |
| 17   | Àlex Crivillé        | Derbi     | 40.36.19 |      |
| 18   | Bady Hassaine        | Honda     | 40.36.41 |      |
| 19   | Jean-Claude Selini   | Honda     | 40.37.19 |      |
| 20   | Gerhard Waibel       | Honda     | 40.37.53 |      |
| 21   | Koji Takada          | Honda     | 40.38.28 |      |
| 22   | Hisashi Unemoto      | Honda     | 40.39.68 |      |
| 23   | Flemming Kistrup     | Honda     | 40.40.56 |      |
| 24   | Domenico Brigaglia   | Gazzaniga | 40.48.61 |      |
| 25   | Pier Paolo Bianchi   | Cagiva    | 40.55.36 |      |
| 26   | Juan Ramon Bolart    | JJ Cobas  | 41.02.26 |      |
| 27   | Paolo Scappini       | Honda     | 41.14.61 |      |
| 28   | Johnny Wickström     | Honda     | 41.41.80 |      |
| Ret  | Fausto Gresini       | Garelli   | Ret      |      |
| Ret  | Emilio Cuppini       | Honda     | Ret      |      |
| Ret  | Stefan Dörflinger    | Honda     | Ret      |      |
| Ret  | Luis Miguel Reyes    | Garelli   | Ret      |      |
| Ret  | Jörg Seel            | Seel      | Ret      |      |
| Ret  | Mandy Fischer        | Rotax     | Ret      |      |
| Ret  | Thierry Feuz         | Rotax     | Ret      |      |
| Ret  | Manuel Hernández     | Honda     | Ret      |      |
| Ret  | Taru Rinne           | Honda     | Ret      |      |
| DNQ  | Hubert Abold         | Krauser   | DNQ      |      |
| DNQ  | Krysztof Galatowicz  | Honda     | DNQ      |      |
| DNQ  | Robin Appleyard      | Honda     | DNQ      |      |
| DNQ  | Mike Leitner         | Honda     | DNQ      |      |
| DNQ  | Jos van Dongen       | DNQ       |          |      |
| DNQ  | Manuel Herreros      | Derbi     | DNQ      |      |
| DNQ  | Karl Dauer           | Hummel    | DNQ      |      |
| DNQ  | Håkan Olsson         | Honda     | DNQ      |      |
| DNQ  | Christian Le Badezet | Honda     | DNQ      |      |
| DNQ  | Alfred Gangelberger  | Hummel    | DNQ      |      |
| DNQ  | Paul Bordes          | Honda     | DNQ      |      |
| DNQ  | Marco Cipriani       | Honda     | DNQ      |      |
| DNQ  | Serge Julin          | Rotax     | DNQ      |      |
| DNQ  | Javier Debón         | Rotax     | DNQ      |      |
| DNQ  | Klaus-Dieter Kindle  | Honda     | DNQ      |      |
| DNQ  | Fernando González    | Cobas     | DNQ      |      |
| DNQ  | Stuart Edwards       | Rotax     | DNQ      |      |
| DNQ  | Dario Marchetti      | Rotax     | DNQ      |      |
| DNQ  | Peter Baláž          | Honda     | DNQ      |      |
| DNQ  | M. Sedlak            | Honda     | DNQ      |      |

## Resultados 80cc
También en la categoría de menor cilindrada y con el título en el bolsillo, continua el dominio del español Jorge Martínez Aspar que se impuso por sexta ocasión en esta temporada. El valeciao ganó el sexto de los siete Grandes Premios de los que constaba el Mundiol. segundo fue el suizo Stefan Dörflinger y tercer el también español Àlex Crivillé, que se convirtió en subcamoeón del mundo.
| Pos. | Piloto               | Moto       | Tiempo   | Pts. |
| ---- | -------------------- | ---------- | -------- | ---- |
| 1    | Jorge Martínez Aspar | Derbi      | 31.45.82 | 20   |
| 2    | Stefan Dörflinger    | Krauser    | 31.46.06 | 17   |
| 3    | Àlex Crivillé        | Derbi      | 32.07.22 | 15   |
| 4    | Juhász Károly        | Krauser    | 32.07.31 | 13   |
| 5    | Giuseppe Ascareggi   | BBFT       | 32.07.78 | 11   |
| 6    | Bogdan Nikolov       | Krauser    | 32.21.36 | 10   |
| 7    | Gabriele Gnani       | Gnani      | 32.21.60 | 9    |
| 8    | Bert Smit            | Krauser    | 32.30.22 | 8    |
| 9    | Günter Schirnhofer   | Krauser    | 32.30.51 | 7    |
| 10   | René Dünki           | Krauser    | 32.44.21 | 6    |
| 11   | Adrie Nijenhuis      | Casal      | 32.44.33 | 5    |
| 12   | Janez Pintar         | Eberhardt  | 32.44.58 | 4    |
| 13   | János Szabó          | Krauser    | 32.49.54 | 3    |
| 14   | Heinz Paschen        | Kiefer     | 32.52.49 | 2    |
| 15   | Jacques Bernard      | Fantic     | 33.08.13 | 1    |
| 16   | Reiner Koster        | Casal      | 33.08.68 |      |
| 17   | Kees Besseling       | CJB        | 33.10.90 |      |
| 18   | Herri Torrontegui    | Autisa     | 33.16.50 |      |
| 19   | Stuart Edwards       | Casal      | 33.31.83 |      |
| 20   | Jaime Mariano        | Krauser    | 33.37.55 |      |
| 21   | Hagen Klein          | Honda      | 33.43.21 |      |
| 22   | Paolo Priori         | Krauser    | 33.46.64 |      |
| 23   | Alojz Pavlič         | Seel       | 33.46.91 |      |
| 24   | Thomas Engl          | GPE        | 33.55.44 |      |
| 25   | Javier Arumi         | Krauser    | 34.05.69 |      |
| 26   | Peter Tibori         | Casal      | 34.07.28 |      |
| 27   | Lionel Robert        | SPR        | 34.07.47 |      |
| 28   | Stefan Brägger       | Casal      | 1 Vuelta |      |
| Ret  | Manuel Herreros      | Derbi      | Ret      |      |
| Ret  | Hans Koopman         | Ziegler    | Ret      |      |
| Ret  | Matthias Ehinger     | Krauser    | Ret      |      |
| Ret  | Jörg Seel            | Seel       | Ret      |      |
| Ret  | Michael Gschwander   | Seel       | Ret      |      |
| Ret  | Serge Julin          | Casal      | Ret      |      |
| Ret  | Paul Bordes          | RB         | Ret      |      |
| Ret  | Jos van Dongen       | Casal      | Ret      |      |
| DNQ  | Otto Krmiček         | Casal      | DNQ      |      |
| DNQ  | Jan Vanecek          | Krauser    | DNQ      |      |
| DNQ  | Kvetoslav Samák      | Casal      | DNQ      |      |
| DNQ  | Chris Baert          | Casal      | DNQ      |      |
| DNQ  | Eduard Klimek        | RG         | DNQ      |      |
| DNQ  | Otto Machinek        | Om-Spezial | DNQ      |      |
| DNQ  | Zbyněk Havrda        | Honda      | DNQ      |      |
| DNQ  | Nicola Casadei       | Casal      | DNQ      |      |
| DNQ  | T. Kauhanen          | Casal      | DNQ      |      |